# ماثيو جيل
ماثيو جيل (بالإنجليزية: Matthew Gill)‏ (8 نوفمبر 1980 في المملكة المتحدة - ) هو لاعب كرة قدم بريطاني في مركز الوسط. لعب مع نادي إكزتر سيتي ونادي بريستول روفيرز ونادي بيتربورو يونايتد ونادي ترانمير روفرز لكرة القدم ونادي والسول ونوتس كاونتي ونورويتش سيتي.

## وصلات خارجية
- ماثيو جيل على موقع قاعدة بيانات كرة القدم.إي يو (الإنجليزية)
- ماثيو جيل على موقع Soccerbase.com (لاعب) (الإنجليزية)